# بزمجه گلوهلویی
 بزمجه گلوهلویی (نام علمی: Varanus jobiensis) نام یک گونه از سرده بزمجه است.